# Rudolf Taschner
Rudolf Taschner (ur. 30 marca 1953 w Ternitz) – austriacki matematyk, nauczyciel akademicki i polityk, profesor Uniwersytetu Technicznego w Wiedniu, deputowany.

## Życiorys
Absolwent Theresianum, gdzie później pracował jako nauczyciel. W 1976 ukończył studia z zakresu matematyki i fizyki na Uniwersytecie Wiedeńskim. W 1977 podjął pracę naukową na Uniwersytecie Technicznym w Wiedniu, gdzie doszedł do stanowiska profesora. W międzyczasie pracował także na Uniwersytecie Stanforda.
Zajął się również działalnością ekspercką i publicystyczną. Jako popularyzator nauki był jednym z inicjatorów projektu „math.space” w muzealnej dzielnicy MuseumsQuartier, ukazującego związki matematyki z dziedzictwem kulturowym. Jest autorem publikacji popularnonaukowych, m.in. Musil, Gödel, Wittgenstein und das Unendliche (2002), Der Zahlen gigantische Schatten (2004), Das Unendliche. Mathematiker ringen um einen Begriff (2006), Gerechtigkeit siegt – aber nur im Film (2011). Powołany w skład rady naukowej think tanku Academia Superior.
W sierpniu 2017 na zaproszenie Sebastiana Kurza został kandydatem Austriackiej Partii Ludowej w wyborach parlamentarnych rozpisanych na październik tegoż roku; uzyskał w nich mandat posła do Rady Narodowej XXVI kadencji. Powołano go również na rzecznika tej partii w sprawach oświaty i nauki. W wyborach z września 2019 nie uzyskał reelekcji, mandat posła kolejnej kadencji przypadł mu natomiast w styczniu 2020 w miejsce Karla Nehammera. Nie utrzymał go w kolejnych wyborach z września 2024, w marcu 2025 powrócił jednak do Rady Narodowej.

## Odznaczenia
Odznaczony Wielką Odznaką Honorową za Zasługi dla Republiki Austrii (2010). W 2011 otrzymał nagrodę oświatową Preis der Stadt Wien für Volksbildung.